# Stanisław Śliskowski
Stanisław Śliskowski (ur. 3 lipca 1935 w Łodzi, zm. 15 stycznia 2021 tamże; znany też jako Stanisław Śliskowski-Śliski) – operator filmowy, animator, reżyser i pedagog. Absolwent wydziału operatorskiego Szkoły Filmowej w Łodzi.
Autor zdjęć do ponad 140 filmów krótkometrażowych, w większości dokumentalnych, kilku animowanych (które także reżyserował), mistrz zdjęć specjalnych, związany z Wytwórnią Filmów Oświatowych w Łodzi i ze studiem Se-ma-for. W latach 1984–2009 wykładał animację w Szkole Filmowej w Łodzi.
Pochowany na cmentarzu rzymskokatolickim na Dołach w Łodzi.

## Nagrody
- Nagroda Złota Rybka dla duetu reżysersko-operatorskiego (wraz Jadwigą Żukowską) za całokształt twórczości filmowej na XXX Ińskim Lecie Filmowym (2003),
- Nagroda Stowarzyszenia Filmowców Polskich za wybitne osiągnięcia artystyczne (2018)[3].

## Odznaczenia
- Złoty Medal „Zasłużony Kulturze Gloria Artis” (2019)[3]